# 2018년 동계 올림픽 스켈레톤 예선
다음은 2018년 동계 올림픽 스켈레톤 종목 출전 예선에 관한 규칙과 출전권 배정 현황에 관한 것이다.

## 배정 규칙
이번 대회에서는 총 50명의 선수에게 출전권이 부여되며, 남자 30명에 여자 20명이다. 출전권 배정은 2018년 1월 14일 스위스 생모리츠의 제7차 월드컵 대회까지의 결과를 종합한 세계랭킹에 따라 이뤄진다. 각 참가자들은 2016/17 시즌이나 2017/18 시즌에서 적어도 세 곳의 트랙에서 다섯 번의 레이스를 펼쳤어야 한다.
남자의 경우 세계랭킹 60위까지, 여자의 경우 세계랭킹 45위에 들어야 하며, 여기서 한 국가가 최대 출전권수를 달성한 경우 해당국가의 나머지 선수들을 제하고 나서 평가한다. 아시아, 아메리카, 아프리카, 유럽, 오세아니아의 다섯 대륙과 개최국은 위 기준을 충족하는 경우라면 선수 한명씩은 내보낼 수 있다. 혹시 이 중에 해당되는 선수가 없어 출전권이 남게 되면 랭킹 순서에 따라 출전권이 돌아가지 않은 국가들을 대상으로 재부여한다. 이렇게 남자는 3명 선수 3개국, 2명 선수 6개국으로 총 20명, 여자는 3명 선수 2개국, 2명 선수 4개국으로 20명을 채우게 된다.

## 일정
2017년 10월 15일부터 2018년 1월 14일까지의 경기 결과가 올림픽 출전을 결정한다. 이 기간은 2017-18 스켈레톤 월드컵의 1차부터 7차 대회까지 진행되며, 그말인즉슨 월드컵 경기 결과가 올림픽 출전무대가 된다는 것이다. 하지만 그밖에도 국제대회, 유럽대회, 아메리카대회 등의 경기 결과도 포함할 수 있다. 경기결과에 따라 출전권이 배분된 뒤에는 출전권 4쿼터를 추가로 배정하는데 하나는 올림픽 개최국 (출전권을 못 땄을 경우), 나머지 셋은 이전에 참가하지 못한 국가들에게 돌아간다. 이 과정에서도 반납되거나 배정되지 못한 쿼터가 있다면, 2018년 1월 19일자로 이전에 참가하지 못한 국가에게 출전권을 부여해준다.

## 출전권 배정
다음 현황은 국제 봅슬레이 스켈레톤 연맹 최종랭킹과 추가 부여, 재부여에 따른 올림픽 출전 국가의 목록이다. 국명 옆에 써있는 숫자는 해당 국가의 최종랭킹을 뜻한다.

### 현황
| 국가           | 남자 | 여자 | 선수 |
| -------------- | ---- | ---- | ---- |
| 오스트레일리아 | 1    | 1    | 2    |
| 오스트리아     | 1    | 1    | 2    |
| 벨기에         | 0    | 1    | 1    |
| 캐나다         | 3    | 3    | 6    |
| 중화인민공화국 | 1    | 0    | 1    |
| 독일           | 3    | 3    | 6    |
| 가나           | 1    | 0    | 1    |
| 영국           | 2    | 2    | 4    |
| 이스라엘       | 1    | 0    | 1    |
| 이탈리아       | 1    | 0    | 1    |
| 자메이카       | 1    | 0    | 1    |
| 일본           | 2    | 1    | 3    |
| 라트비아       | 2    | 1    | 3    |
| 네덜란드       | 0    | 1    | 1    |
| 뉴질랜드       | 1    | 0    | 1    |
| 나이지리아     | 0    | 1    | 1    |
| 노르웨이       | 1    | 0    | 1    |
| 러시아 출신    | 2    | 0    | 2    |
| 루마니아       | 1    | 1    | 2    |
| 대한민국       | 2    | 1    | 3    |
| 스위스         | 0    | 1    | 1    |
| 우크라이나     | 1    | 0    | 1    |
| 미국           | 2    | 2    | 4    |
| 총 23개국      | 30   | 20   | 50   |

### 남자
국가별 최종랭킹.
| 출전 팀수 | 국가수 | 총 선수 | 국가 |
| --------- | ------ | ------- | --- |
| 3         | 2      | 6       | 독일 7 · 러시아 출신 14 · 캐나다 23 |
| 2         | 6      | 12      | 라트비아 4 · 러시아 출신 93 · 미국 16 · 영국 20 · 대한민국 22 · 일본 44 · 오스트리아 451 |
| 1         | 11     | 11      | 오스트리아 111 · 뉴질랜드 18 · 중화인민공화국 27 · 스페인 31 · 오스트레일리아 34 · 스위스 391 · 이탈리아 42 · 루마니아 43 · 우크라이나 46 · 노르웨이 601 · 이스라엘 611 · 자메이카 793 · 가나 992 |
| 30        | 19     | 30      | |

1. ^  스위스와 오스트리아가 각각 1쿼터식 반납하였다. 이 둘이 노르웨이와 이스라엘에게 돌아갔다.
2. ^  아프리카 대표로 출전권을 부여.
3. ^  러시아 출신 올림픽 선수단은 선수 2명만 출전이 허가되고, 나머지 1명은 탈락되는 바람에 1쿼터를 자동 반납했다. 이 쿼터는 자메이카에게 돌아갔다.[3]

### 여자
국가별 최종 랭킹.
| 출전 팀수 | 국가수 | 총 선수 | 국가 |
| --------- | ------ | ------- | --- |
| 3         | 2      | 6       | 캐나다 7 · 독일 8 |
| 2         | 2      | 4       | 영국 13 · 러시아 출신 165 · 미국 18 · 네덜란드 221                                                                                                |
| 1         | 10     | 10      | 오스트리아 9 · 라트비아 11 · 벨기에 12 · 네덜란드 141 · 스위스 151 · 오스트레일리아 202 · 대한민국 323 · 일본 365 · 루마니아 415 · 나이지리아 714 |
| 20        | 12     | 20      | |

1. ^  네덜란드는 1쿼터를 받아들였지만 나머지 하나는 받지 않았고 그대로 스위스에게 넘겼다.
2. ^  오스트레일리아는 대륙대표로 쿼터를 받았다.
3. ^  대한민국은 올림픽 개최국으로서 쿼터를 받았다.
4. ^  나이지리아는 IBSF 규정 제4조 1항에 따라 대륙대표로 쿼터를 받았다.
5. ^  러시아 출신 올림픽 선수단은 여자 선수가 전부 탈락되는 바람에 쿼터를 날렸고, 해당 쿼터들은 루마니아와 일본에게 돌아갔다.[3]